# Herluin de Bec

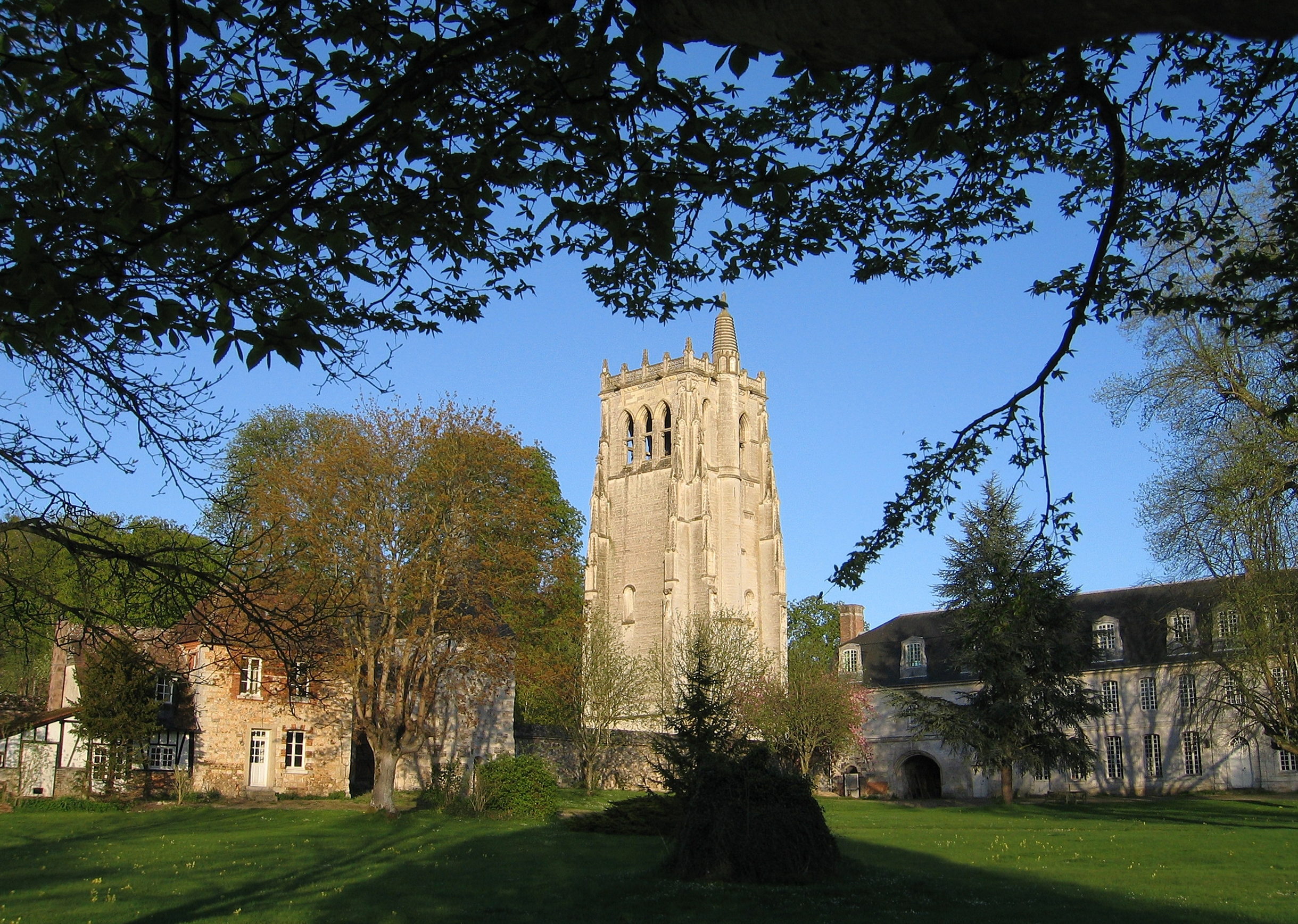
Lado oeste do Tour Saint-Nicolas, entre a antiga cerâmica à sua esquerda e o edifício residencial dos monges à sua direita

Herluin (995/997 – 26 de agosto de 1078) foi um cavaleiro da corte de Gilberto de Brionne e, posteriormente, um monge beneditino. Fundou a Abadia de Nossa Senhora de Bec, Normandia.

## Vida anterior
Herluin nasceu por volta de 995/997 em Bonneville-Aptot, segundo Mabillon, da nobreza normanda.
Seu pai era Ansgot. De acordo com a Vita Herluini (Gilbert Crispin, c. 1055–1117), Ansgot descendia de um viking dinamarquês seguidor de Rolão, enquanto sua mãe, Heloise, era parente dos condes de Flandres.
Em sua juventude, foi um bravo soldado a quem o duque Roberto deu mais de um sinal de estima. Mais tarde, ele foi mal pago por seus serviços por Gilberto e começou a olhar para a profissão de armas com desgosto. Um dia em 1034, em meio a uma terrível confusão onde ele tinha poucas esperanças de sobrevivência, ele prometeu "largar a espada" e se tornar um monge.

## Carreira monástica
Ele sobreviveu e se aposentou como eremita em um de seus campos, por volta de 1041. Com vários companheiros, ele lançou a fundação de um mosteiro em Bonneville, ou Burneville, onde, em 1034/1035, o duque concedeu terras à abadia. Herluin construiu o claustro e os edifícios monásticos e adotou a Regra de São Bento. Em 25 de março de 1034, a capela construída por Herluin foi dedicada por Herbert, bispo de Lisieux. Em 1037, Herluin foi consagrado abade.

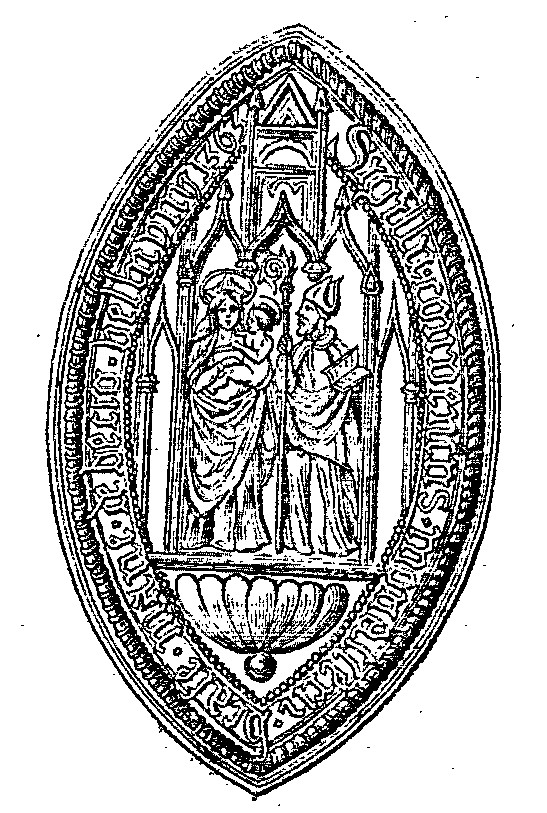
Selo da Abadia de Bec mostrando Hurluin com Maria e Jesus

Bonneville, no entanto, era de difícil acesso e carecia de água. Herluin e os irmãos resolveram partir e, por volta de 1039, estabeleceram-se a cerca de duas milhas de distância, às margens do Bec, de onde a abadia recebe o nome.
Gilberto de Brionne foi um generoso benfeitor da abadia de Bec. O mosteiro experimentou um crescimento significativo e fundou uma segunda igreja em Le Bec-Hellouin. Guilherme, o Conquistador, dotou a abadia, assim como seus filhos.
Lanfranco e Santo Anselmo, futuros arcebispos de Canterbury foram alunos de Herluin. Outros estudantes de Herluin em Bec incluíram o Papa Alexandre II; Teobaldo de Bec, Arcebispo de Cantuária; William Bona Anima, Arcebispo de Ruão; Guitmund, Bispo de Aversa; Arnost, Bispo de Rochester; Turold de Brémoy, Bispo de Bayeux; Yves, o Bispo de Chartres; Fulk de Dammartin, o Bispo de Beauvais; Gilbert Crispin e o abade de Westminster.

## Morte
Herluin morreu em 26 de agosto de 1078; ao seu lado estava Roger, abade de Lessay. Seu funeral foi presidido por Gilbert Fitz Osbern, bispo de Évreux.
Os restos mortais de Herluin podem ser vistos na igreja da abadia, com alguns de seus documentos. Ele é considerado Beato e seu dia de festa é 26 de agosto. Ele é muitas vezes referido como São Herluin, mas não foi canonizado.